# هاريس سيفيروفيتش
هاريس سيفيروفيتش لاعب كرة قدم سويسري يلعب لنادي الوصل الإماراتي، كما يلعب لـمنتخب سويسرا لكرة القدم في البطولات الدولية .

## روابط خارجية
- هاريس سيفيروفيتش على موقع الاتحاد الدولي (مؤرشف)  (الإنجليزية)
- هاريس سيفيروفيتش على موقع الاتحاد الأوربي (الإنجليزية)
- هاريس سيفيروفيتش على موقع اتحاد تركيا (لاعب) (الإنجليزية)
- هاريس سيفيروفيتش على موقع إي إس بي إن إف سي (الإنجليزية)
- هاريس سيفيروفيتش على موقع قاعدة بيانات كرة القدم.إي يو (الإنجليزية)
- هاريس سيفيروفيتش على موقع ليكيب (الفرنسية)
- هاريس سيفيروفيتش على موقع ناشيونال فوتبول تيمز (الإنجليزية)
- هاريس سيفيروفيتش على موقع Soccerbase.com (لاعب) (الإنجليزية)
- هاريس سيفيروفيتش على موقع Soccerway.com (الإنجليزية)
- هاريس سيفيروفيتش على موقع عالم كرة القدم.نت (الإنجليزية)